# The 25th Day of December
A The 25th Day of December Bobby Darin 1960 végén megjelent egyetlen karácsonyi albuma, melyen klasszikus és kevésbé ismert karácsonyi dalok hallhatók, nagyzenekari kísérettel. A 13 dalt tartalmazó album CD változata első alkalommal 2013 őszén jelent meg, egy bonus dallal. Mindkét változatot az Epic Records adta ki.

## Dalok
- 1. O Come All Ye Faithful
- 2. Poor Little Jesus
- 3. Child Of God
- 4. Baby Born Today
- 5. Holy Holy Holy
- 6. Ave Maria
- 7. Go Tell It On The Mountain
- 8. While Shepherds Watched Their Flocks
- 9. Jehovah Hallelujah
- 10. Mary Where Is Your Baby
- 11. Silent Night, Holy Night
- 12. Dona Nobis Pacem
- 13. Amen
- 14. Christmas Auld Lang Syne (először megjelent bonus dal a CD változaton)